# HD 209458 b
HD 209458 b (nieoficjalna nazwa: Ozyrys) – planeta pozasłoneczna, krążąca wokół gwiazdy HD 209458 w gwiazdozbiorze Pegaza. Jest to pierwsza odkryta planeta tranzytująca, a zarazem pierwsza planeta pozasłoneczna, u której zaobserwowano atmosferę i zbadano jej skład chemiczny. Planeta posiada także rozdętą otoczkę wodorową, która podlega parowaniu na skutek promieniowania gwiazdy.

## Nazwa
Oficjalną nazwą planety jest HD 209458 b, utworzona z oznaczenia gwiazdy w katalogu Henry’ego Drapera. Litera b jest standardowym oznaczeniem dla pierwszej odkrytej planety w układzie. Nieoficjalna nazwa „Ozyrys” pochodzi od imienia Ozyrysa, boga starożytnego Egiptu. Jest ona często używana przez media i źródła internetowe, ale nie została nadana planecie przez odkrywców.

## Charakterystyka
Planeta krąży wokół gwiazdy ciągu głównego podobnej do Słońca, znajdującej się w odległości ok. 153 lat świetlnych od Ziemi. Jej macierzysta gwiazda ma jasność widomą 7,65m i jest widoczna z powierzchni naszej planety przez lornetkę. Planeta krąży po niemal kołowej orbicie w płaszczyźnie równika gwiazdy (kąt między płaszczyzną równika a pł. orbity to λ = 0,1° ± 2,4°). Odległość dzieląca planetę od gwiazdy to 0,047 j.a., co stanowi ósmą część średniego promienia orbity Merkurego. Okres orbitalny HD 209458 b trwa zaledwie 3,5 doby. Temperatura powierzchni planety to ok. 860 °C. Masa planety jest 220 razy większa od masy Ziemi, co stanowi 0,69 masy Jowisza.
Jest to jeden z wielu gorących jowiszy, odkrytych poza Układem Słonecznym.
| Jowisz | HD 209458 b |
| ------ | ----------- |
|        |             |

## Odkrycie i badania planety

### Tranzyt
HD 209458 b została odkryta w listopadzie 1999 roku metodą spektroskopową. Naukowcy mieli nadzieję, że pośród kilku badanych tą metodą układów znajdzie się taki, w którym orbita planety przechodzi (z ziemskiego punktu widzenia) przed tarczą gwiazdy. Wkrótce po odkryciu planety zespół Davida Charbonneau zaobserwował cykliczne spadki jasności gwiazdy HD 209458 o 1,7%, wywołane przez zaćmiewającą planetę. Zjawisko powtarza się co ok. 3,5 dnia, każdy tranzyt trwa 3 godziny, a planeta zasłania 1,5% tarczy gwiazdy.

### Atmosfera
27 listopada 2001 roku Teleskop Hubble'a wykrył obecność sodu w jego atmosferze. Był to pierwszy pomiar widma światła pochodzącego z pozasłonecznej planety.
W roku 2003 astronomowie odkryli ogromną wodorową egzosferę, która otacza HD 209458 b. Otoczka wodorowa ma elipsoidalny kształt i temperaturę 10 000 °C. Tak rozgrzany gaz może opuścić studnię grawitacyjną planety, co powoduje, że ponad 10 tys. ton wodoru ucieka z tej planety w ciągu sekundy. Analiza światła gwiazd (w 2004 r.) przechodzącego przez otoczkę gazową Ozyrysa wykazała, że rozdętą atmosferę opuszczają także atomy węgla i tlenu. Przyczyną tego zjawiska może być unoszenie hydrodynamiczne. Otoczka przesłania 15% tarczy gwiazdy podczas tranzytu, gazy opuszczające planetę tworzą też warkocz podobny do kometarnego, który ciągnie się na 200 000 km.
Analizy z 2007 roku wskazują, że z dużym prawdopodobieństwem w atmosferze HD 209458 b występuje także para wodna.
20 października 2009 naukowcy z Jet Propulsion Laboratory w Kalifornii wykryli w atmosferze HD 209458 b śladowe ilości pary wodnej, ditlenku węgla i metanu, związków chemicznych niezbędnych do zaistnienia życia.
W 2010 roku astronomom z Leiden Observatory w Holandii udało się zaobserwować tlenek węgla poruszający się z prędkością od 5000 do 10 000 km/h pomiędzy dzienną a nocną stroną planety. Ponieważ planeta jest stale odwrócona tą samą stroną do gwiazdy, jej nocna strona jest znacznie chłodniejsza. Powstałe w ten sposób wielkie różnice temperatur powodują powstawanie silnych wiatrów. To pierwsze obserwacje wiatrów powstających w atmosferze planety pozasłonecznej. Zespół dokonał też pierwszego bezpośredniego pomiaru prędkości orbitalnej planety oraz określono ilość tlenku węgla występującego w atmosferze planety.

### Bezpośrednia obserwacja
Dnia 22 marca 2005 roku Ozyrys jako pierwsza planeta pozasłoneczna został poddany bezpośrednim obserwacjom przez należący do NASA Teleskop Spitzera. Teleskop zarejestrował promieniowanie podczerwone pochodzące z planety, potwierdzając, że ma ona bardzo wysoką temperaturę powierzchniową (>1000 K).